# Vladimir Čertkov
Vladimir Grigor'evič Čertkòv, in russo Влади́мир Григо́рьевич Чертко́в? (San Pietroburgo, 3 novembre 1854 – Mosca, 9 novembre 1936), è stato un attivista e scrittore russo.

## Biografia
Nacque da una ricca famiglia russa: il padre era un importante generale, la madre un'antica fräulein vicinissima all'Imperatrice, con rendite in Inghilterra, dove il figlio ricevette la propria educazione.
Abbandonò le occupazioni di possidente terriero e ufficiale della Guardia Imperiale a cavallo per entusiasmo verso le idee di Lev Tolstoj. Nel 1883 gli fece visita a Mosca e instaurò con lui una profonda amicizia. Čertkòv prese a frequentare assiduamente lo scrittore e fu il primo a leggere Qual è la mia fede, sognando il sorgere del tolstoismo come nuova dottrina cristiana.

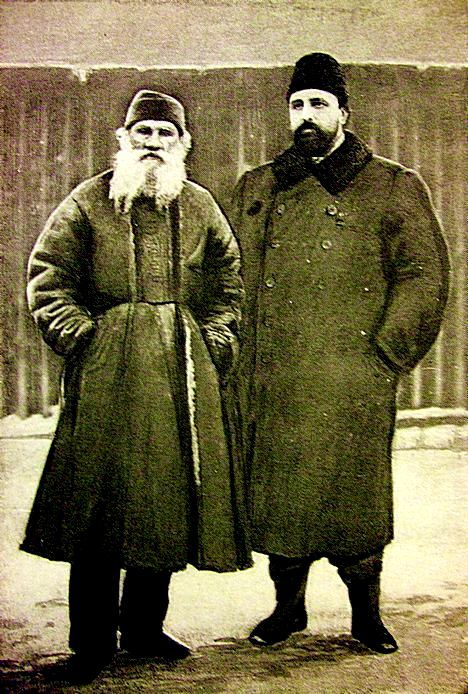
Tolstoj con Čertkòv (1890-1900 circa)

Scrive Tatiana, la figlia maggiore di Tolstoj:
Nel 1884 Tolstoj fondò con Čertkòv e con l'altro discepolo Birjukov la casa editrice Posrednik (L'intermediario) affinché «istruisse il popolo russo». Čertkòv ne divenne il principale animatore utilizzando il denaro che riceveva dalla madre per pubblicare gli scritti di Tolstoj proibiti dalla censura.
Nel 1896 si recò con Birjukov e Trebugov a San Pietroburgo per chiedere allo zar la fine della persecuzione dei doukhobors. I tre attivisti, come risposta alla loro richiesta, furono arrestati e condannati all'esilio.
Nel 1898, in Inghilterra, Čertkòv cominciò a pubblicare il periodico in lingua russa Fogli della libera parola, organizzando per Tolstoj una nuova casa editrice con la funzione di agenzia internazionale. Per custodire i manoscritti di Tolstoj proibiti dalla censura, costruì un sotterraneo in cemento armato (chiamato «camera d'acciaio»), nel quale conservò anche documenti sulla storia delle sette in Russia e sulle loro persecuzioni.
Nel 1905 poté far ritorno in patria dopo otto anni di esilio. Ebbe un commosso incontro con il maestro e riorganizzò in Russia, con Tolstoj e con Birjukov (rientrato anche lui dall'esilio), la casa editrice Posrednik, continuando anche ad operare in Inghilterra.
Nel 1908 si stabilì non lontano da Jàsnaja Poljana, ma l'anno successivo le autorità gli vietarono di risiedere nel governatorato di Tula, sicché dovette trasferirsi in quello di Mosca, dove Tolstoj – nonostante la moglie Sof'ja fosse gelosa della sua amicizia con Čertkòv – lo andò a trovare periodicamente. Ciò che salvava Čertkòv da provvedimenti amministrativi più severi era l'amicizia di vecchia data con Dmitrij Fëdorovič Trepov, ex compagno alla scuola dei paggi imperiali. La moglie di Tolstoj, invece, non accettava in alcun modo la presenza di Čertkòv, come traspare da questo aneddoto riportato nel suo diario:
Čertkòv condusse presso Tolstoj, come segretari, Nikolaj Gusev e Valentin Bulgakov.
Scrisse il saggio Della rivoluzione, con prefazione di Tolstoj.
Nel 1910, poco prima di fuggire di casa, Tolstoj designò Čertkòv come esecutore testamentario e depositario dei suoi manoscritti. Quando poi, accompagnato dal dottor Makovitskij e dalla figlia minore Aleksandra, Tolstoj si fermò ammalato alla stazione di Astàpovo, Čertkòv fu il primo ad arrivare e sedette per cinque giorni al capezzale del maestro morente.
Ebbe alcuni scambi epistolari col Mahatma Gandhi: nel 1910 per la traduzione in inglese di una lettera di Tolstoj, e nel 1929 quando accusò Gandhi di esser venuto meno ai princìpi della non violenza per quanto scritto in My Attitude To War (il Mahatma gli rispose spiegando il proprio punto di vista).
Lavorò per molti anni a una versione ridotta e riadattata di Della vita, che pubblicò alla fine del 1916 con il titolo «Sulla vera vita» di Lev Tolstoj  («Ob istinnoj žizni» L'va Tolstago).
Il suo ultimo libro, pubblicato negli anni venti, fu La fuga di Tolstoj (noto anche come L'esodo di Tolstoj), in cui delineò la contessa Sonja in termini particolarmente negativi, suscitando così accese polemiche.
In merito alle persecuzioni dei tolstoiani, arrestati perché considerati nemici del bolscevismo, fu concessa a Čertkòv un'udienza nel 1920 con Dzeržinskij e nel 1925 con Stalin. Egli convinse Dzeržinskij che i tolstoiani, come altri settari non violenti, erano innocui per lo stato, e consigliò a Stalin di far pubblicare le opere complete di Tolstoj (come difatti autorizzò, in novanta volumi) prima che ciò potesse avvenire all'estero. I tolstoiani risentirono della collettivizzazione, ma Čertkòv – e dopo la sua morte il figlio – riuscì ad ottenere per le opere di Tolstoj e dei suoi seguaci una certa tolleranza da parte di Stalin.